# Абай (Костанайський район)
Аба́й (каз. Абай) — село у складі Костанайського району Костанайської області Казахстану. Входить до складу Зарічного сільського округу.
Населення — 370 осіб (2021; 470 у 2009, 413 у 1999, 434 у 1989).